# Чинахов, Виталий Владимирович
Виталий Владимирович Чинахов (род. 15 января 1972) — советский и российский хоккеист, нападающий.

## Биография
Воспитанник пермского «Молота». Выступал за команды «Молот» (1988/89, 1992/93 — 1994/95, 1996/97), «Торпедо» Ярославль (1989/90 — 1992/93),
«Авангард» Омск (1994/95 — 1995/96), «Ижсталь» Ижевск (1997/98), «Торпедо» НН (1998/99 — 2000/01), «Химик» Воскресенск (2001/02), «Нефтяник» Альметьевск (2001/02 — 2005/06).
Серебряный призёр чемпионата Европы среди юниоров (1990).
На драфте НХЛ 1991 года был выбран в 11-м раунде под 235-м номером клубом «Нью-Йорк Рейнджерс».
Сын Егор (род. 2001) также хоккеист.